# Giswil
Giswil es una comuna suiza del cantón de Obwalden situada al suroccidente del cantón, en la frontera de este con los cantones de Berna y Lucerna. Limita al norte con la comuna de Sarnen, al este con Sachseln, al sur con Lungern, Hofstetten bei Brienz (BE) y Schwanden bei Brienz (BE), y al occidente con Flühli (LU).
Forman parte del territorio cantonal las localidades de Grosstell, Kleinteil y Merlialp. 

## Historia
La denominación más precoz recibida por Giswil que haya sido documentada, data del 840, en donde se denominaba "Kisewilare". Giswil estuvo alguna vez protegido por el monasterio de Murbach en Alsacia. A nivel del valle de Obwalden, esta comuna también fue sede de algunos de los más importantes órganos administrativos del cantón. 
En el siglo XIII, los señores de la región lograron retirarse del control de la abadía de Murbach. Murbach vendió todos sus territorios en Suiza a los Habsburgo en 1291. Una primera iglesia fue construida en 1607, o por lo menos fue construida en parte. 
Durante el siglo XIX, con la construcción de las ferrovías en 1889, la economía de la comuna se vio fuertemente beneficiada. Las nuevas energías hifraulicas del lago de Luger, fueron también un gran impulso del boom económico. Fue tanto el impacto, que la comuna pagaba a la gente para que inmigrara.
El turismo contribuye igualmente a la economía local. 

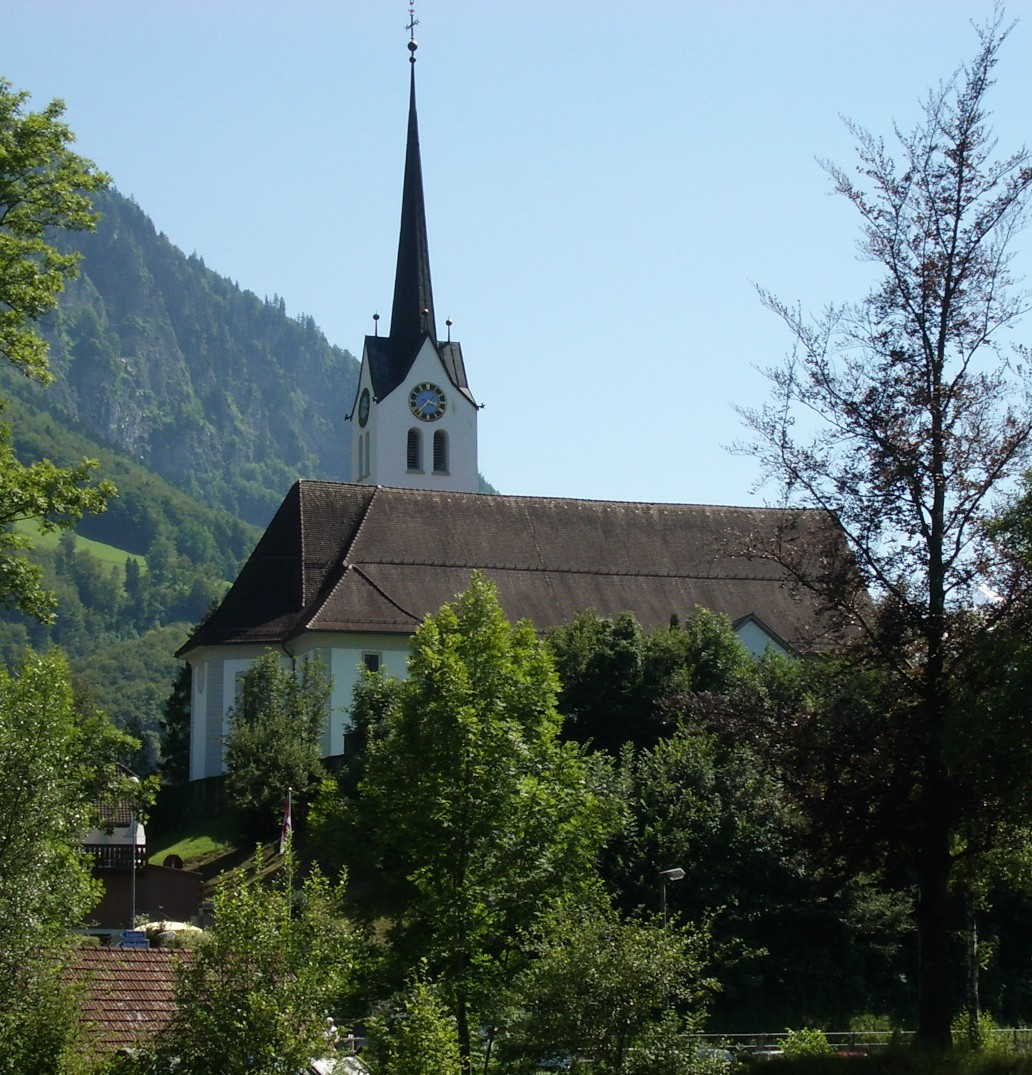
Iglesia de Giswil.

## Industria
- El 32% de la población se dedica a la agricultura.
- El 29% de la población se dedica al sector de la industria.
- El 39% de la población se dedica al sector del comercio.